# Bướm đuôi dài xanh lá chuối
Argema maenas là một loài bộ Cánh vẩy thuộc họ Ngài hoàng đế. Nó được Doubleday phát hiện năm 1947.
Bướm đuôi dài ở miền Bắc Ấn Độ, Malaysia, Java, Sulawesi và Việt Nam, phát hiện năm 1847, có tên khoa học là Argeno maenas Donbleday. Ở Việt Nam chúng xuất hiện ở Trung Bộ và Nam Bộ.
Chúng là loài bướm đẹp nhất, có độ sải cánh gần 20 cm, đuôi dài có màu xanh lá chuối non, con đực có ăng-ten dạng kép ngắn. Con đực nhỏ và thon, sải cánh đẹp hơn con cái, chân có nhiều lông. Riêng con đực, bàn chân sau và bàn chân giữa có hai cựa.
Do là loài bướm có màu sắc đẹp nên chúng bị nhiêu người sưu tầm côn trùng tìm kiếm và môi trường rừng ngày càng bị thu hẹp nen chúng trở thành loài quý hiêm được đưa vào sách đỏ của Việt Nam ở mức CR.